# Bajiplanicie guajira
La bajiplanicie guajira es una planicie extensa de baja altura  que en gran parte de terreno, no supera los 200m. Está ubicada en el extremo norte de Suramérica y comprende dos tercios del Departamento de La Guajira, en Colombia y la zona norte del Estado Zulia en Venezuela. Hace parte de la Barrera desértica del Caribe y comprende una serie de sistemas de cerros en la península de La Guajira.
- Datos: Q5716798